# Agrostis sinaica
Agrostis sinaica é uma espécie de gramínea do gênero Agrostis, pertencente à família Poaceae.